# An-Najm
An-Najm  (arabe : سُورَةُ ٱلنَّجْمِ, français : L’Étoile) est le nom traditionnellement donné à la 53e sourate du Coran, le livre sacré de l'islam. Elle comporte 62 versets. Rédigée en arabe comme l'ensemble de l'œuvre religieuse, elle fut proclamée, selon la tradition musulmane, durant la période mecquoise.

## Origine du nom
Bien que le titre ne fasse pas directement partie du texte coranique, la tradition musulmane a donné comme nom à cette sourate L’Étoile. Le titre et ses variantes, comme « Par l’étoile », proviennent du verset 1.

## Historique
Il n'existe à ce jour pas de sources ou documents historiques permettant de s'assurer de l'ordre chronologique des sourates du Coran. Néanmoins selon une chronologie musulmane attribuée à Ǧaʿfar al-Ṣādiq (VIIIe siècle) et largement diffusée en 1924 sous l’autorité d’al-Azhar,, cette sourate occupe la 23e place. Elle aurait été proclamée pendant la période mecquoise, c'est-à-dire schématiquement durant la première partie de l'histoire de Mahomet avant de quitter La Mecque. Contestée dès le XIXe par des recherches universitaires, cette chronologie a été revue par Nöldeke,, pour qui cette sourate est la 28e.
Selon plusieurs chercheurs du XIXe et du XXe siècle, cette sourate est très composite et est formée de strates de périodes variées. Plusieurs subdivisions différentes ont été proposées par Nöldeke, Blachère et  Bell.

## Interprétations
Cette sourate est en prose rimée.
Les 18 premiers versets sont, pour Azaiez, construits de manière circulaire. Dans la tradition musulmane, ces versets sont considérés comme une allusion au voyage nocturne. Pour Crone, les versets 18-23 sont à inclure dans cette première partie. Elle pose plusieurs problèmes de compréhension en raison de la question de l’identité du narrateur mais aussi celle de « Son Serviteur » (v. 10). Pour plusieurs raisons, il ne peut s’agir d’Allah, celui-ci ne parlant pas directement aux êtres humains. L’hypothèse que ce soit Mahomet est spéculative. Pour Rippin, il pourrait s’agir de Moïse (appelé Moussa dans le Coran et par la tradition islamique postérieure). Pour Van Ess et Sirry, le texte pourrait évoquer une vision divine mais aurait été réinterprété tardivement pour des raisons théologiques. Pour Crone, ce passage est fortement influencé par une conception judéo-chrétienne des relations entre les anges (malāʾika) et Allah.
Pour Crone, la partie v.23-v.32 est « généralement considérée comme un ajout tardif ». La seconde partie est polémique et tente de prouver que les polythéistes n’ont pas de preuve de leur religion, à l’inverse, selon le Coran, des musulmans. Dye relève la circularité de l’argumentaire, l’origine divine de la révélation étant argumentée au moyen de visions.
Dye, à propos de la vision évoquée au verset 18, reprend l’hypothèse de Tesei de reconnaître comme sous-texte la troisième Hymne sur le Paradis d’Éphrem le Syriaque. L’auteur reconnait aussi une influence du Pasteur d’Hermas. Pour Tesei, la mention de l’arbre est du paradis trouve des parallèles dans l’Hymne sur le Paradis. S’inspirant des travaux de Luxenberg, celui-ci propose une autre vocalisation et explication du verset 16. Pour Khalfallah, ce texte illustre les modes de transmission aux humains de la parole d’Allah.
Les versets 19 et 20 de cette sourate sont les seuls du Coran à mentionner les trois divinités préislamiques Al-Lat, Manat et Uzza. Le verset 49 est également la seule mention coranique de l'étoile Sirius.

### Versets sataniques
C’est dans cette sourate que prend place la problématique des « versets sataniques ». Cet épisode raconte comment Satan aurait soufflé à Mahomet de rajouter des versets coraniques au sein de cette sourate comme concession au polythéisme.
Pour Crone, la majorité des auteurs occidentaux, à l’inverse d’Ernst et d’al-Badawy, considère ce récit comme véridique, celui-ci étant trop peu flatteur pour avoir été inventé par des musulmans. Néanmoins, l’auteur rappelle que ce récit n’est devenu gênant que lors de la mise en place de la doctrine de l’impeccabilité de Mahomet et qu’un tel verset n’aurait pas sa place dans ce contexte coranique.

Texte de la sourate (Coran datant de 1874)
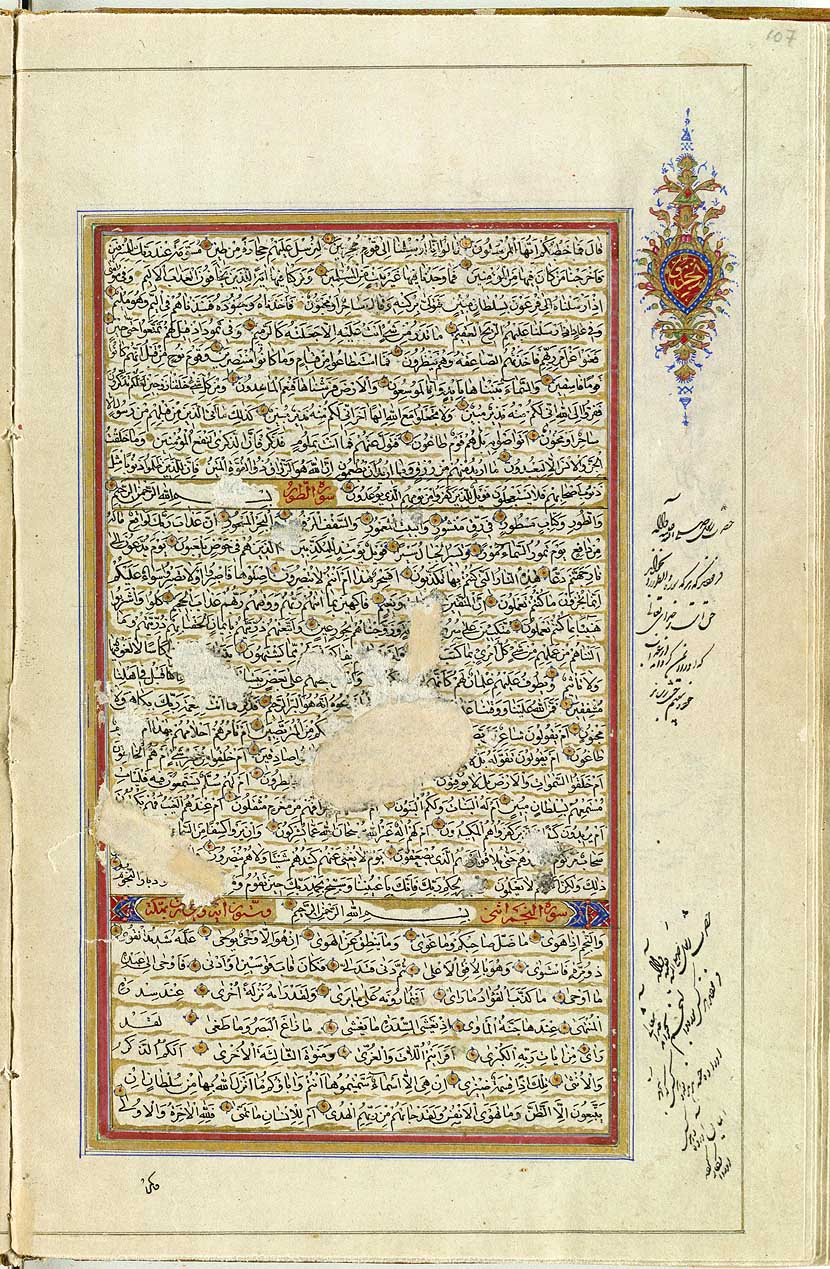
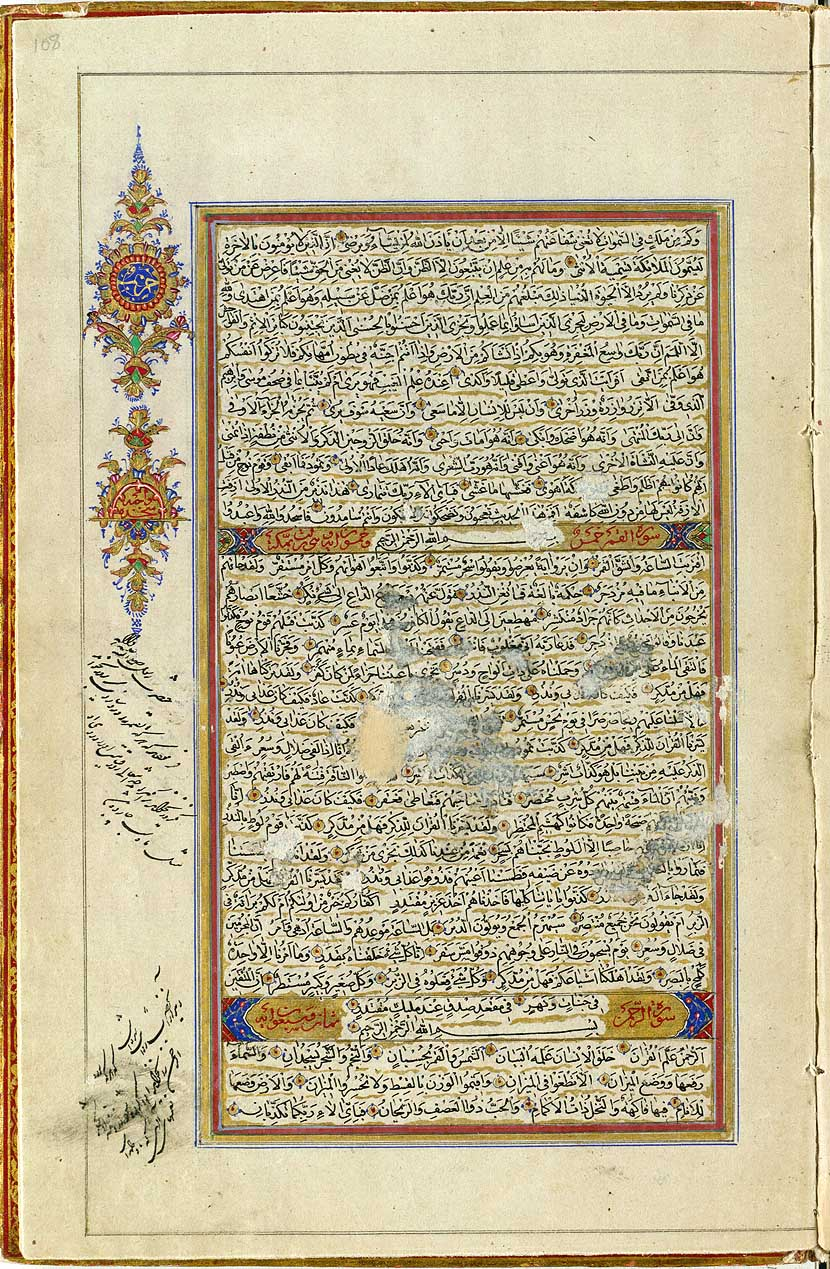